# پیسانو
پیسانو (به ایتالیایی: Pisano) یک کومونه در ایتالیا است که در استان نووارا واقع شده‌است.

## خصوصیات
پیسانو ۲٫۸ کیلومترمربع مساحت و ۸۱۶ نفر جمعیت دارد.